# 金沢検定
金沢検定（かなざわけんてい）とは、金沢経済同友会が主催するご当地検定である。

## 試験目的
「金沢検定」は、金沢に関する歴史・文化・経済・産業など、さまざまな分野の知識を問う検定試験であり、受験者の「金沢通」としての度合いを認定するものである。

## 受験について
受験資格
制限なし（指定する試験会場で受験可能な者。上級受験は中級合格者に限る）
備考
第3回は初級に限り、先着100名の当日受付枠が設けられた。

## 出題内容
歴史、文学、寺社・建造物（神社、仏閣、史跡、庭園）、方言（言葉・伝説）、生活・行事（祭、慣わし、料理、菓子、花街）自然・地理（地名）、美術・工芸（伝統工芸・伝統文化）、産業・経済・その他（観光、ふるさとの偉人）の各分野から合計100問を出題。
内容
上級金沢の歴史、文化などに高度な知識がある。
中級金沢の歴史、文化などにある程度の知識がある。
初級金沢の歴史、文化などに基本的な知識がある。

## 回答方式・合格基準
四者択一式・マークシート方式で100問（制限時間90分）、100点満点中80点以上で合格

## 合否発表
受験者各自に後日郵送される。合格者には、併せて合格証、認定証、合格バッジも送付される。さらに、満点合格者には記念品が送られる。
金沢検定のWebサイト上にて、合格者の受験番号を発表。

## 過去の試験結果
公式サイトから確認できる
http://www.kanazawa-kentei.com/zyuken.html

## 試験会場
金沢市及び同市周辺の各大学キャンパス（2006年は、金沢大学角間キャンパス、金沢美術工芸大学、金沢工業大学、金沢星稜大学、金沢学院大学で実施）

## テキスト
- 2007 金沢検定300問ドリル - 時鐘舎（北国新聞社） 税込1,200円 ISBN 978-4-8330-1527-1
- 金沢検定300問ドリル - 時鐘舎（北国新聞社） 税込1,000円 ISBN 4-8330-1465-3
- 新装版 おもしろ金沢学 - 時鐘舎（北国新聞社） 税込1,300円 ISBN 4-8330-1438-6
- 新 頑張りまっし金沢ことば - 時鐘舎（北国新聞社） 税込1,000円 ISBN 4-8330-1441-6